# Гран-Микелон
Гран-Микелон (Большой Микелон, фр. Grande Miquelon) — средняя и крупнейшая из трёх частей острова Микелон-Ланглад в архипелаге Сен-Пьер и Микелон.
Связывающая Гран-Микелон с Лангладом 12-километровая коса, называемая Ла-Дюн (Дюна), образовалась в конце XVIII века.
Площадь Гран-Микелона — 110 км² из 205 км² Микелон-Ланглада. Микелон пустынен, поселение расположено лишь на севере, на Ле-Кап.
На Гран-Микелоне множество мелких водоёмов, большинство из них могут изменять свои очертания и месторасположение, но из-за влажного климата никогда не пересыхающие. Водоёмы соединены большим количеством водотоков. Основной тип растительности — заболоченные луга и сфагновые болота с торфяниками, сходные с растительностью тундры.
Высшая точка — 240 м (вершина Морн де ла Гранд Монтань), она является также высочайшей на всём архипелаге. На юге Гран-Микелона расположена сравнительно крупная лагуна Гран-Барашуа. Лагуны поменьше есть и в северной части острова.